# Gebiidea
Gebiidea is een infraorde van kreeftachtigen uit de klasse van de Malacostraca (hogere kreeftachtigen).

## Families
- Axianassidae Schmitt, 1924
- Kuwaitupogebiidae Sakai, Türkay & Al Aidaroos, 2015
- Laomediidae Borradaile, 1903
- Thalassinidae Latreille, 1831
- Upogebiidae Borradaile, 1903